# Сирануи-рю
Сирануи-рю (яп. 不知火流) — школа кэндзюцу, классическое боевое искусство Японии, основанное в 1860-х годах мастером по имени Каваками Гэнсай. После смерти основателя школы более не существует.

## История
Школа Сирануи-рю была основана в 1860-х годах мастером по имени Каваками Гэнсай. До создания собственного стиля Каваками изучал искусство фехтования под руководством самурая Тодороки Бухэя (яп. 轟武兵衛). Новая школа Сирануи-рю основывалась на высокой скорости и характеризовалась глубокими выпадами на правую ногу, при которых левое колено практически касалось земли.
Каваками Гэнсай являлся единственным практикантом школы Сирануи-рю. Будучи убеждённым изоляционистом, он вошёл в конфликт с правительством после победы революции Мэйдзи и был казнён в 1872 году. На этом история стиля закончилась.